# Olivia Colmanová
Sarah Caroline Sinclair, rozená Colmanová (nepřechýleně Colman; * 30. ledna 1974, Norwich, Anglie), známá především pod pseudonymem Olivia Colmanová, je britská herečka. Je držitelkou jednoho Oscara, jedné ceny Emmy, tří televizních cen Britské akademie a tří Zlatých Glóbů.
Její průlomovou rolí se stala role v sitcomu Peep Show (2003–2015). Mezi další komediální seriály, v nichž účinkovala, patří Green Wing (2004–2006), That Mitchell and Webb Look (2006–2008), Beautiful People (2008–2009), Rev. (2010–2014), Flowers (2016–2018), Potvora (2016–2019) a Srdcerváči (2022).
Hrála mimo jiné ve filmech Tyranosaurus (2011), Železná lady (2011), Humr (2015) a seriálech Twenty Twelve (2011), Accused (2012), Broadchurch (2013), Noční recepční (2015) a Potvora (2016). Další z velkých rolí si zahrála v seriálu Koruna (2016), kde ztvárnila britskou královnu Alžbětu II.

## Filmografie

### Film
| Rok  | Název                                                       | Role                       | Poznámky         |
| ---- | ----------------------------------------------------------- | -------------------------- | ---------------- |
| 2004 | Terkel má problém                                           | Terkelova matka (hlas)     |                  |
| 2005 | Zemanovaload                                                | televizní producentka      |                  |
| 2005 | One Day                                                     | Ianova matka               | krátký film      |
| 2006 | Svatby jako řemen                                           | Joanna Roberts             |                  |
| 2007 | Jednotka příliš rychlého nasazení                           | policistka Doris Thatcher  |                  |
| 2007 | Grow Your Own                                               | Alice                      |                  |
| 2007 | Nestanu se tvojí ženou                                      | kadeřnice                  |                  |
| 2007 | Pod psa                                                     | Anita                      | krátký film      |
| 2009 | Le Donk & Scor-zay-zee                                      | Olivia                     |                  |
| 2011 | Tyranosaurus                                                | Hannah                     |                  |
| 2011 | Arrietty ze světa půjčovníčků                               | Homily (hlas)              |                  |
| 2011 | Železná lady                                                | Carol Thatcher             |                  |
| 2012 | Královský víkend                                            | královna Matka             |                  |
| 2013 | Dávám tomu rok                                              | Linda                      |                  |
| 2013 | Noční jízda                                                 | Bethan Maguire (hlas)      |                  |
| 2014 | Zuřivá salsa                                                | Sam Garrett                |                  |
| 2014 | Pudsey the Dog: The Movie                                   | klisna Nelly (hlas)        |                  |
| 2014 | Lokomotiva Tomáš – příběh hrdiny                            | Marion (hlas)              |                  |
| 2014 | Karmánova hranice                                           | Sarah                      |                  |
| 2015 | Humr                                                        | manažerka hotelu           |                  |
| 2015 | Tomáš a jeho přátelé – Sodorská legenda o ztraceném pokladu | Marion (hlas)              |                  |
| 2015 | London Road                                                 | Julie                      |                  |
| 2017 | Vražda v Orient expresu                                     | Hildegard Schmidt          |                  |
| 2018 | Favoritka                                                   | královna Anna              |                  |
| 2019 | Jedovatá víra                                               | Hope Slaughter             |                  |
| 2020 | Otec                                                        | Anne                       |                  |
| 2021 | Rodina na baterky                                           | PAL (hlas)                 |                  |
| 2021 | Matky a jiné lásky                                          | Clarrie Niven              |                  |
| 2021 | Elektrizující život Louise Waina                            | Vypravěč                   |                  |
| 2021 | Temná dcera                                                 | Leda Caruso                |                  |
| 2021 | Rozbitý robot Ron                                           | Donka Pudowski (hlas)      |                  |
| 2022 | Kocour v botách: Poslední přání                             | Máma Medvěd (hlas)         |                  |
| 2022 | Vánoční koleda: Muzikál                                     | Duch minulých Vánoc (hlas) |                  |
| 2022 | Jízda života                                                | Joy                        |                  |
| 2023 | Wonka                                                       | paní Scrubittová           |                  |
| 2023 | Nemravné dopisy                                             | Edith Swan                 | také producentka |
| 2024 | Paddington v džungli                                        | Clarissa Cabot             |                  |

### Televize
| Rok             | Název                                              | Role                            | Poznámky                                  |
| --------------- | -------------------------------------------------- | ------------------------------- | ----------------------------------------- |
| 2000            | Bruiser                                            | různé postavy                   | 6 dílů                                    |
| 2001            | The Mitchell and Webb Situation                    | různé postavy                   | 5 dílů                                    |
| 2001            | People Like Us                                     | Pamela Eliot                    | Díl: The Vicar                            |
| 2001            | Mr Charity                                         | zdeptaná matka                  | Díl: Nice to Feed You                     |
| 2001            | Comedy Lab                                         | Linda                           | Díl: Daydream Believers: Brand New Beamer |
| 2002            | Zachraň mě!                                        | Paula                           | Díl: 1.4                                  |
| 2002            | Holby City                                         | Kim Prebble                     | Díl: New Hearts, Old Scores               |
| 2002            | Kancl                                              | Helena                          | Díl: Interview                            |
| 2003            | Gash                                               | různé postavy                   | 3 díly                                    |
| 2003            | Eyes Down                                          | Mandy Foster                    | Díl: Stars in Their Eyes                  |
| 2003            | The Strategic Humour Initiative                    | různé role                      | televizní film                            |
| 2003–2015       | Peep Show                                          | Sophie Chapman                  | 32 dílů                                   |
| 2004            | Black Books                                        | Tanya                           | Díl: Sloni a slepice                      |
| 2004            | Swiss Toni                                         | Linda Byron                     | Díl: Troubleshooter                       |
| 2004            | NY-LON                                             | Lucy                            | Díl: Something About Family               |
| 2004            | Coming Up                                          | recepční                        | Díl: The Baader Meinhoff Gang Show        |
| 2004–2006       | Green Wing                                         | Harriet Schulenburg             | 18 dílů                                   |
| 2005            | Angell's Hell                                      | Belinda                         | televizní film                            |
| 2005            | Look Around You                                    | Pam Bachelor                    | 6 dílů                                    |
| 2005            | The Robinsons                                      | Connie                          | Díl: 1.3                                  |
| 2005            | Vraždy na předměstí                                | Ellie                           | Díl: Golden Oldies                        |
| 2005            | ShakespeaRe-Told                                   | Ursula                          | Díl: Mnoho povyku pro nic                 |
| 2006–2008       | That Mitchell and Webb Look                        | různé role                      | 13 dílů                                   |
| 2007            | The Grey Man                                       | Linda Dodds                     | televizní film                            |
| 2007            | The Time of Your Life                              | Amanda                          | 6 dílů                                    |
| 2008            | Love Soup                                          | Penny                           | Díl: Integrated Logistics                 |
| 2008            | Hancock & Joan                                     | Marion                          | televizní film                            |
| 2008            | Spalující vášeň                                    | Janet Bottomley / Violetta Kiss | televizní film                            |
| 2008–2009       | Beautiful People                                   | Debbie Doonan                   | 12 díly                                   |
| 2008, 2018      | Would I Lie to You?                                | ona sama                        | 2 díly                                    |
| 2009            | Skins                                              | Gina Campbell                   | Díl: Naomi                                |
| 2009            | Vraždy v Midsomeru                                 | Bernice                         | Díl: A všude kolem roste zelená tráva     |
| 2009            | Mister Eleven                                      | Beth Paley                      | 2 díly                                    |
| 2010            | Pán času                                           | Vězeňkyně jedna                 | Díl: Jedenáctá hodina                     |
| 2010–2014       | Rev.                                               | Alex Smallbone                  | 19 dílů                                   |
| 2011            | Exil                                               | Nancy Ronstadt                  | 3 díly                                    |
| 2011–2012       | Twenty Twelve                                      | Sally Owen                      | 10 dílů                                   |
| 2012            | Accused                                            | Sue Brown                       | Díl: Mo and Sue's Story                   |
| 2012            | Bad Sugar                                          | Joan Cauldwell                  | televizní film                            |
| 2013–2017       | Broadchurch                                        | DS Ellie Miller                 | 24 dílů                                   |
| 2013            | Podezření pana Whichera: Vražda v Andělské uličce  | Susan Spencer                   | televizní film                            |
| 2013            | Run                                                | Carol                           | 2 díly                                    |
| 2013            | Třináctý příběh                                    | Margaret Lea                    | televizní film                            |
| 2013            | The Five(ish) Doctors Reboot                       | ona sama                        | televizní film                            |
| 2014            | Big Ballet                                         | vypravěčka                      | 3 díly                                    |
| 2014            | The 7.39                                           | Maggie Matthews                 | 2 díly                                    |
| 2014            | W1A                                                | Sally Owen                      | Díl: 1.4                                  |
| 2014            | The Secrets                                        | Pippa                           | Díl: The Dilemma                          |
| 2014            | Pan Sloane                                         | Janet Sloane                    | 6 dílů                                    |
| 2014            | This is Jinsy                                      | Joan Jenkins                    | Díl: The Golden Woggle                    |
| 2014–2018       | Lokomotiva Tomáš                                   | Marion                          | dabing, 9 dílů                            |
| 2016            | Drunk History                                      | Ethel Le Neve                   | Díl: 2.7                                  |
| 2016            | Noční recepční                                     | Angela Burr                     | 6 dílů                                    |
| 2016            | Pátrání po medvědovi                               | matka                           | dabing                                    |
| 2016–2018       | Flowers                                            | Deborah Flowers                 | 12 dílů                                   |
| 2016–2018       | Tajný život v zoo                                  | vypravěčka                      | 35 dílů                                   |
| 2016–2019       | Potvora                                            | kmotra                          | 9 dílů                                    |
| 2017            | Inside Dior                                        | vypravěčka                      | 2 díly                                    |
| 2018            | Flatpack Empire                                    | vypravěčka                      | 3 díly                                    |
| 2018            | Svět přírody                                       | vypravěčka                      | Díl: The Super Squirrels                  |
| 2018            | Daleká cesta za domovem                            | Strawberry                      | dabing, 4 díly                            |
| 2019            | Bídníci                                            | paní Thénardierová              | 5 dílů                                    |
| 2019–2020, 2023 | Koruna                                             | Alžběta II.                     | 21 dílů                                   |
| 2020            | Simpsonovi                                         | Lily                            | dabing, díl: Po sedmém je každá hezčí     |
| 2020            | Becoming You                                       | vypravěč                        | 6 dílů                                    |
| 2020            | Cinderella: A Comic Relief Pantomime for Christmas | Víla kmotřička                  | TV speciál                                |
| 2021            | Trip Hazard: My Great British Adventure            | vypravěč                        | 4 díly                                    |
| 2021            | Zahradníci                                         | Susan Edwards                   | 4 díly                                    |
| 2021            | Superworm                                          | vypravěč                        | TV speciál                                |
| 2022–2023       | Srdcerváči                                         | Sarah Nelson                    | 10 dílů                                   |
| 2023            | Tajná invaze                                       | Sonya Falsworth                 | minisérie                                 |
| 2023            | Nadějné vyhlídky                                   | slečna Havishamová              | minisérie                                 |
| 2023–2024       | Medvěd                                             | Andrea Terry                    | 3 díly                                    |

### Divadlo
| Rok  | Název                                       | Role         | Divadlo                     |
| ---- | ------------------------------------------- | ------------ | --------------------------- |
| 2000 | Cesta dlouhým dnem do noci (Eugene O'Neill) | Cathleen     | Lyric Theatre, Londýn       |
| 2009 | England People Very Nice (Richard Bean)     | Philippa     | Národní divadlo Londýn      |
| 2012 | Senná rýma (Noël Coward)                    | Myra Arundel | Noël Coward Theatre, Londýn |
| 2017 | Mosquitoes (Lucy Kirkwood)                  | Jenny        | Národní divadlo Londýn      |